# 金ヶ崎
金ヶ崎（かねがさき）は兵庫県相生市相生字鰯浜に属する相生湾の東端である。瀬戸内海国立公園の区域。
山部赤人がこの地で歌を読み、その歌が万葉集に記載されている。そのためこの岬を万葉の岬とも呼ぶ。域内には赤人をはじめ3基の歌碑がある。

## 地理
- 相生湾の東端に位置し、相生湾の対岸に釜崎がある。
- 先端にはひっつくように君島が浮かんでいる。
- 域内にホテル（旧国民宿舎）があり、当地の観光拠点となっている[2]。

## 景色
北側は相生湾や相生市の町並、東側は室津や姫路の播磨臨海工業地帯、西側には釜崎や赤穂御崎、ふもとには蔓島やカキの養殖しているかきいかだ、そして南側には家島諸島の浮かぶ播磨灘が一望出来る。
鳴島万葉歌碑の周辺には、市木である椿が咲き誇る「つばき園」がある。